# Schlacht bei Hjørungavåg
Die Schlacht bei Hjørungavåg fand etwa 986 oder um 994 zwischen dem Jarl Håkon und einer dänischen Flotte statt, die angeblich von den Jomswikingern unterstützt wurde. Zeit, Ort, Verlauf und Teilnehmer der Schlacht lassen sich aus den Quellen nicht mehr eindeutig ermitteln.

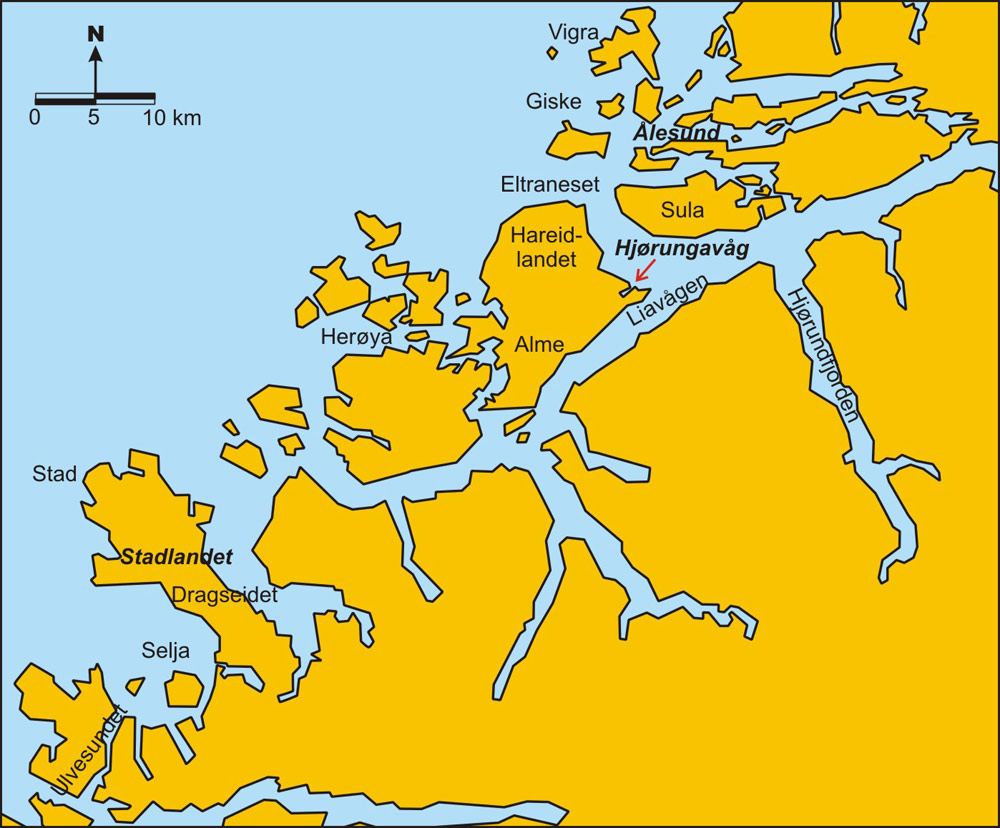
Nach heutiger Kenntnis fand die Schlacht hier statt.

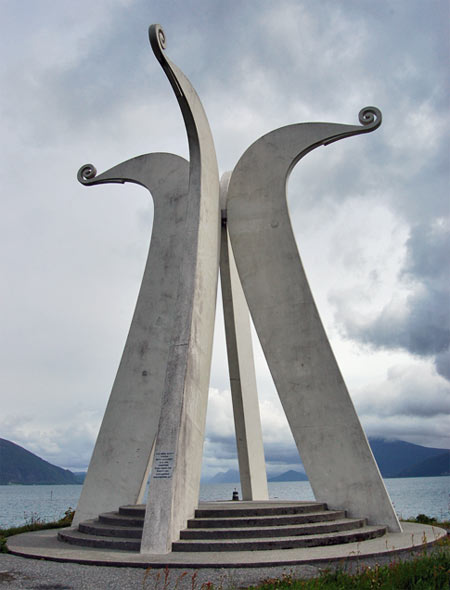
Denkmal zur Erinnerung an die Schlacht. Eingeweiht durch König Olav V. am 14. August 1986

## Die Quellen

### Texte
Folgende Quellen werden heute als für die Untersuchung der Vorgänge maßgeblich erachtet:
- Zehn bis elf Strophen des isländischen Skalden Tindr Hallkelsson, die in späteren Texten wiedergegeben sind. Eine zeitgenössische Quelle.
- Þórður Kolbeinsson dichtete um 1015 seine Eiríksdrápa zur Ehre von Erik Jarl, dem Sohn Håkon Jarls und Mitkämpfer in der Schlacht. Ebenfalls eine zeitgenössische Quelle.
- Um 1200 dichteten der Isländer Þorkell Gíslason seine Búadrápa (12 Strophen sind erhalten) und der Bischof von Orkney Bjarni Kolbeinsson die Jómsvíkingadrápa (Verse 1–40 in der Snorra-Edda überliefert; (GkS 2367 4to); Verse 41–45 in der Heimskringla, Saga über Olav Tryggvason) über diesen Zug der Jomsvikinger.
- Aus der gleichen Zeit stammt eine norröne Übersetzung eines von dem Mönch Oddr Snorrason auf Latein verfassten Werkes über Olav Tryggvason, in dem ebenfalls der Kriegszug geschildert wird.
- Um die gleiche Zeit berichtete Saxo Grammaticus in seinem Werk Gesta Danorum den Kriegszug.
- um 1220 wurde auch das Sammelwerk Fagrskinna zusammengestellt. Der isländische Verfasser schrieb wahrscheinlich in Norwegen. Er berichtet mehr Einzelheiten als die vorigen.
- Um 1230 schrieb Snorri Sturluson seine Geschichte über die norwegischen Könige. Er schildert vieles genauso, wie die Fagrskinna, schöpfte wohl aus der gleichen Quelle, bietet aber weitere Einzelheiten.
- Um 1230 entstand die Jómsvíkinga saga, die den späteren unterschiedlichen Überlieferungen zu Grunde liegt. Deren älteste und wohl auch etwas anderslautende Fassung lag wohl dem Text der Fagrskinna ebenso wie Snorris Königsgeschichte zugrunde.

### Inhalt
In Folgendem stimmen die genannten Quellen überein:

Es gab während der Regierungszeit Jarl Håkons eine große Schlacht in Møre. Die Angreifer kamen mit ihrer Flotte von Süden. Beide Skalden nennen sie „Dänen“. Tindr nennt sie auch „Wikinger“, oder eine Schar von Wenden. Die Anführer des Angriffs waren Sigvalde und Búi. Es kam rechtzeitig eine Warnung vor dem Überfall. Håkon Jarl und sein Sohn Erik organisierten die Abwehr und riefen den Leidang aus. Das ist die früheste Erwähnung dieser norwegischen Küstenverteidigung. Die norwegische Verteidigungsflotte bestand aus verschiedenen Schiffstypen: Snekkja, Skeide und Knorr. Erik errichtete auf diesen besonders hohe Steven gegen Sigvald. Während des Kampfes wurde die Brünne von Håkon Jarl so beschädigt, dass er sie von sich warf. Am Ende siegte er und 25 feindliche Kriegsschiffe wurden von Dänen „gesäubert“, und Búi ging über Bord.

### Kritik weiterer Überlieferungen
In einer sehr späten Version der Jómsvíkinga saga heißt es, die Dänen seien mit 60 Langschiffen nach Norwegen gefahren und nennt als Gewährsmann Sæmundur fróði. Bischof Bjarni Kolbeinsson schreibt sehr distanziert über die Ereignisse und flicht immer wieder Formulierungen ein, wie „Es wird erzählt …“, „Man hört …“, „Das Volk erinnert sich …“ und gibt zu erkennen, dass er über Hörensagen berichtet, dem er kritisch gegenübersteht. Saxo Grammaticus beruft sich in seinem Vorwort auf isländische Gewährsleute. Man darf davon ausgehen, dass sein Bericht die mündliche Tradition in Island um 1200 widerspiegelt, wobei seine dänischfreundliche und moralisierende Gesinnung den Inhalt verändert haben kann. Der Mönch Oddr Snorrason schöpft in seiner Darstellung Olav Tryggvasons aus der mündlichen Tradition Islands, aber übernimmt nicht die kritische Sichtweise Sæmundur fróðis, sondern flicht legendarische Züge nach dem Geschmack des Volkes ein. Er möchte gute Unterhaltung bieten. Vieles deutet darauf hin, dass Fagrskinna die älteste Fassung der Jómsvíkinga saga zu Grunde liegt. Aber die Berichte über die Jómswikinger aus der Zeit um 1200 schöpften überwiegend aus der mündlichen Überlieferung. Deutlich wird dies an der Dichtung Bischof Bjarni Kolbeinssons, der die mündlichen Berichte ausdrücklich erwähnt.
Fagrskinna berichtet weiter, die Jómswikinger seien unverzüglich aufgebrochen, damit die Norweger nicht vorher gewarnt werden könnten, und seien in der Weihnachtsnacht in Jæren angekommen und hätten sofort mit Plünderung und Brandschatzung begonnen. Auch Þorkell Gíslason und Oddr Snorrason gehen von einer Winterfahrt aus. Dabei ist es ganz unwahrscheinlich, zur damaligen Zeit mit einer Flotte im Winter über den Skagerrak zu fahren und dann noch Raubzüge an Land zu vollführen. Ein umfassendes Leidang-Aufgebot zur Verteidigung war im Winter völlig unmöglich. Das wusste wohl auch Snorri, obgleich er auch keine anderen Informationen hatte, als die Tradition. Er verschweigt das Begräbnisbier, nennt keinen Zeitpunkt für den Aufbruch und geht von einer ausreichenden Vorwarnzeit aus, die ein Leidang-Aufgebot möglich macht. Dabei ging er von der festorganisierten Leidangsordnung seiner eigenen Gegenwart aus und projizierte sie in die Zeit Jarl Håkons. Es darf bezweifelt werden, dass zur Zeit Jarl Håkons der Leidang bereits eine solche fest durchorganisierte Organisation war. Die verschiedenen Schiffstypen deuten eher darauf hin, dass es sich auch um viele Privatschiffe handelte und nicht um die Leidangsschiffe, die zu bauen und auszurüsten die Küstenbewohner später verpflichtet waren.
Die Rolle der Jómsvikinger erhielt in den Sagas allmählich märchenhafte Züge. Sie sollten auf dänischer Seite kämpfend mit 120 Schiffen gekommen sein. Die norwegische Flotte soll sogar 360 Schiffe gehabt haben. Nach der Fagrskinna soll es die größte Schlacht gewesen sein, die zwischen Dänen und Norwegern stattgefunden habe. Dagegen spricht aber, dass die kleineren Geschichtswerke aus dem 12. Jahrhundert, Historia Norwegiæ, Ágrip und das Werk von Theodoricus Monachus die Schlacht überhaupt nicht erwähnen. Aber die zeitgenössischen Skaldengedichte belegen, dass die Schlacht tatsächlich stattgefunden hat.
Bjarni Kolbeinsson berichtet von drei Heerführern auf jeder Seite. Gegen die Jómswikinger Sigvald, Búi und Vagn lagen Jarl Håkon, Erik Håkonsson und Årmod. In der Fagrskinna ist der dritte Heerführer Svein Håkonsson. Die zeitgenössischen Skalden kennen nur zwei Heerführer der Dänen: Sigvald und Búi, aber nicht Vagn. Er kam erst in der isländischen Erzähltradition hinzu.
Der norwegische Archäologe Per Fett (1909–1996) bezweifelte überhaupt, dass es in Wirklichkeit damals einen Ortsnamen Hjørungavåg gegeben habe und hielt ihn für eine Erfindung der Sagaverfasser. Es habe in Norwegen ein Geschlecht „Hjorr“ gegeben. Die Mitglieder dieses Geschlechts habe man „Hjorungar“ genannt. Einer der Mitglieder war im 9. Jahrhundert der Skalde Fleinn Hjörsson. „Fleinn“ ist ein norrönes Wort und bedeutet Wurfspieß. „hjǫrr“ (Schwert) und „Fleinn“ (Wurfspieß) seien Verwandte, Fleinn ein Hjørungar. Das Unwetter, das Þorgerð gegen die Jómswikinger losbrechen ließ, sei ein Regen aus Wurfspießen, eine Welle der Schwertverwandten, ein Hjørungavåg gewesen. Er glaubte nicht daran, dass die Schlacht ein historisches Ereignis gewesen sei. Ähnlich äußerte sich Halldór Laxness. Bei der Jómsvikinga saga handele es sich um reine Heldendichtung. Die Opferung des siebenjährigen Sohnes durch seinen Vater Jarl Håkon auf einer Insel mit dem seltsamen Namen „Primsigd“ sei eine böse Verdrehung des biblischen Sohnesopfer-Motivs. Die Skaldenverse müssten gar nicht von den Männern stammen, denen sie zugeschrieben würden. Auch er bezweifelte, dass die Jómsvíkinga saga auf realen Ereignissen beruhe.

## Der Hintergrund
Für die Ursachen dieser Schlacht ist auf die Auseinandersetzung zwischen Erik Blutaxt und Håkon dem Guten zurückzugehen. Erik Blutaxt wurde von Håkon vertrieben und seine Söhne suchten Schutz und Unterstützung gegen Håkon beim dänischen König Harald Blauzahn, der die Oberhoheit über Norwegen gewinnen wollte. König Håkon führte das Leidangswesen (Allgemeine bezirksweise Gestellungspflicht für Kriegsschiffe) zur Landesverteidigung ein.
Nach seinem Tode kamen die Erikssöhne zum Zuge. König Harald zog 960 von Dänemark nach Tønsberg und ließ sich dort als König huldigen. Damit gewann er das Oberkönigtum über ganz Norwegen. Er setzte Harald Graumantel und die übrigen Erikssöhne als Unterkönige ein und verlangte als symbolischen Tribut einen Jagdfalken jährlich. Die Unterkönige bekämpften rücksichtslos alle Gegner und töteten dabei auch Sigurd Ladejarl. So kam es zur Feindschaft zwischen dem Geschlecht Harald Hårfagres und den Ladejarlen. Als die Erikssöhne die Tributleistung einstellten und das Oberkönigtum des dänischen Königs ablehnten, verbündete sich König Harald mit dem Sohn des getöteten Sigurd Ladejarl, Håkon Ladejarl Sigurdsson, lockte Harald Graumantel in eine Verhandlung am Limfjord und tötete ihn dort (siehe dazu Norwegische Jarle unter dänischer Oberhoheit). Anschließend setzte er Håkon Ladejarl zum Jarl über Norwegen ein.
Harald Blauzahn war Christ, Håkon Ladejarl war überzeugter Heide und widersetzte sich dem königlichen Auftrag, Missionare nach Norwegen mitzunehmen. Damit kam es zum Bruch zwischen ihnen. 974 musste Harald Blauzahn trotz Unterstützung durch Truppen Håkon Ladejarls eine schwere Niederlage gegen Kaiser Otto II. hinnehmen. Diese Schwächung nutzte Jarl Håkon, die Oberherrschaft des dänischen Königs aufzukündigen. Hierbei spielte nicht nur der religiöse Gegensatz eine Rolle, sondern das steigende Bewusstsein in Norwegen, dass die Dänen „Ausländer“ seien, die das Land besetzten. Es kamen die ersten Ansätze eines Nationalbewusstseins auf.
Die Überlieferung nennt zwei unmittelbare Gründe für den Heereszug nach Norwegen:
- Saxo Grammaticus meint, es handele sich um eine Strafexpedition gegen Håkon Jarl, den er fälschlich für den Sohn Harald Gråfell hält, weil dieser sich weigerte, dem dänischen König Tribut zu zahlen. Auch der Mönch Oddr ist dieser Ansicht.
- Die isländische Erzähltradition und ihr folgend die Fagrskinna, Snorris Heimskringla und die jüngeren Versionen der Jómsvikinga saga schildern, dass der König bei einem Begräbnisbier die Jómsvikinger überlistet habe, zu versprechen, Håkon Jarl zu vertreiben oder zu töten.

## Der Zeitpunkt
Der Zeitpunkt der Schlacht ist nicht klar den Quellen zu entnehmen, auch nicht, wer eigentlich hinter der Schlacht stand, Harald Blauzahn oder sein Sohn Sven Gabelbart. Die isländischen Annalen nennen übereinstimmend das Jahr 994. Gustav Storm hat allerdings nachgewiesen, dass alle isländischen Annalen eine gemeinsame Grundquelle verwendet haben, entweder die Heimskringla von Snorri oder eine auch von Snorri verwendete ältere gemeinsame Quelle. Es gibt also keine von Snorri unabhängige Quellen. Nach den isländisch-norwegischen Sagas setzte Sven Gabelbart, König von Dänemark, die Politik seines Vaters fort. Es ging ihm nicht nur darum, einen unbotmäßigen Jarl zu bekämpfen, sondern es ging auch um die dänische Reichseinigung unter christlichem Vorzeichen.
P. A. Munch kam nach ausführlicher Untersuchung auch zu dem Schluss, dass die Schlacht 986 stattgefunden habe. Er wandte gegen das Jahr 994 ein, dass der Sieger in dieser Schlacht bei seiner dadurch gewonnenen Popularität bereits ein Jahr danach, nämlich bei einem Aufstand 995, ermordet worden sein sollte, was er für unplausibel hielt. Die Personen, die in der Saga zu dieser Schlacht genannt werden, seien auch in anderen Sagas erwähnt, so dass ihr ungefähres Alter bekannt sei. 994 dürften sie für eine Teilnahme an der Schlacht zum Teil bereits zu alt gewesen sein. Auch die militärstrategischen Verhältnisse in Dänemark sprächen eher für 984. Als Kaiser Otto II. 980 nach Italien zog, war die Zeit für ein militärisches Engagement in Norwegen günstig. Danach wäre die Schlacht auf die Mitte der 980er Jahre, also etwa 986 anzusetzen. Auch der dänische Geschichtsschreiber Saxo Grammaticus schreibt, die Schlacht habe noch zu Lebzeiten Harald Blauzahns stattgefunden. Saxo scheint auf eine ältere isländische Tradition zurückzugreifen. Auch Adam von Bremen und die Saga über Olav Tryggvason von dem isländischen Mönch Odd Snorreson nennen König Harald Blauzahn als den Initiator des Feldzuges.

## Die Schlacht
Als sich die dänische Invasion ankündigte, rief Jarl Håkon den Leidang, die allgemeine Mobilmachung, aus. Alle Quellen deuten darauf hin, dass sich Jarl Håkon als norwegischer Herrscher fühlte, der das Reich gegen ausländische Feinde zu verteidigen hatte.

### Der Ort

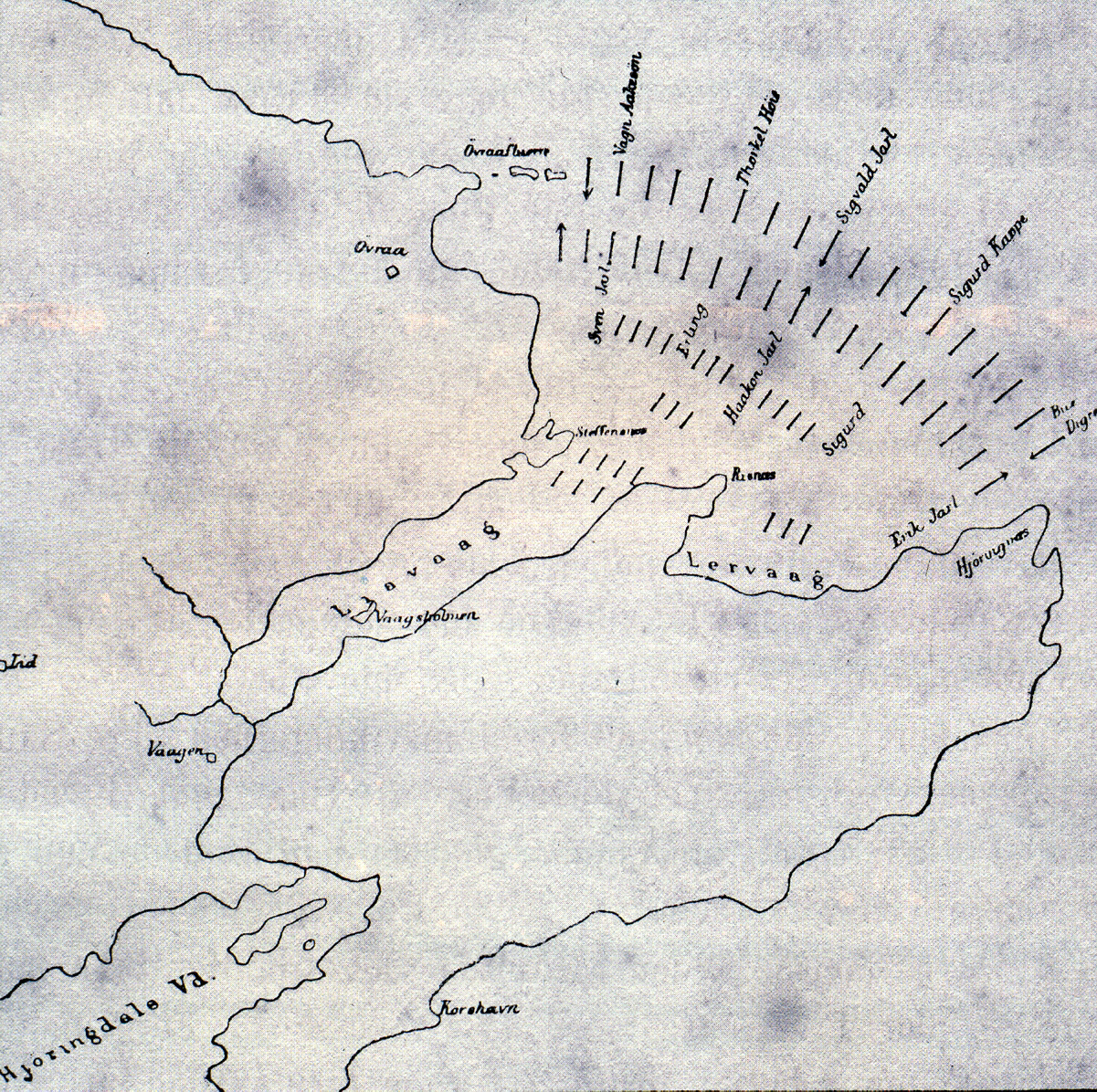
So sah 1888 V. Voss die Schlachtformation.

Als Ort dieser Schlacht wird Hjørungavåg erstmals in der Jómsvíkingadrápa des Dichters Bjarni Kolbeinsson genannt. Auch der Mönch Oddr nennt Hjørungavåg als Schlachtenort. Das norröne Wort „hjǫrr“ bedeutet „Schwert“, was den Schluss zulässt, dass der Ort nach der Schlacht benannt worden ist und nicht umgekehrt. Das würde bedeuten, dass Hjørungavåg mit Sicherheit der Ort der Schlacht ist und dass die Zeitgenossen noch wussten, wo dieser Ort lag. Allerdings fällt auf, dass die Geschichtsschreibung des 12. Jahrhunderts zwar die Regierungszeit Jarl Håkons behandelt, aber die Schlacht nicht erwähnt. Weder in der Historia Norwegiæ noch bei Theodoricus Monachus noch in der Ágrip kommt sie vor. Daraus zieht Knut Helle den Schluss, dass in Nidaros, dem wahrscheinlichen Ort ihrer Entstehung, keine lebendige Lokaltradition dazu bestand. Es seien daher wohl die Isländer gewesen, die die Erinnerung an die Schlacht gepflegt und dem Ort den Namen gegeben hätten. Dem widerspricht Sverre Bagge, der aus dem Schweigen einen solchen Schluss nicht zulassen will. Denn das Ziel dieser ältesten Geschichtsschreibung sei nicht gewesen, die wichtigsten historischen Fakten des Landes festzuhalten, sondern die Ereignisse unter heilsgeschichtlicher Perspektive zu betrachten. In dieser Perspektive sei der Heide Jarl Håkon ein dunkler Kontrast zu den christlichen Königen gewesen, und die Schlachten, die er schlug, seien in dieser Sicht ohne Bedeutung gewesen.
Es gab eine sehr lange Diskussion darüber, welcher heutige Ort mit „Hjørungavåg“ gemeint sei. Die Verbindung von Hjørungavåg mit Liavåg geschah in den 1750er Jahren, als Hans Strøm in der dortigen Umgebung von allen, die er fragte, hörte, dass Liavåg früher Hjørungavåg geheißen habe. Dies hielt er für einen hinlänglichen Beweis für eine lokale Überlieferung. Doch ist nicht auszuschließen, dass diese Zuschreibung vorher erfunden worden ist und nicht aus der Zeit der Schlacht stammt. Als mögliches Beispiel weist Larsen auf den Humanisten und Lagmann Povl Helgesen (um 1550 – 1625/1626) hin, der sich in der Nähe von Liavågen niedergelassen hatte. Er beherrschte Latein und Norrön, besaß eine umfangreiche Bibliothek und ein großes Archiv, und es wäre durchaus möglich, dass er die Identifizierung von Hjørungavåg mit Liavågen aufgebracht hat, die dann bis zum Besuch von Hans Strøm weitertradiert wurde. 1897 wurde durch den Historiker Gustav Storm die Theorie über Liavåg als ehemaliges Hjøringavåg weiter verfolgt. Auch die neuere Forschung geht von der späteren isländischen Tradition aus, schon weil es keine andere gibt. Man vertraut insbesondere darauf, dass Snorri in Norwegen ansässig ortskundig genug war, um eine zuverlässige Ortsbeschreibung zu liefern. Danach ist der Ort, der heute als Hjørungavåg gilt, der Ort der Schlacht. Ottesen bezweifelt allerdings, dass Snorri vor Ort war, nur weil er sich in Norwegen aufhielt. Voss wies schon früh darauf hin, dass die Quellen die Schlacht ausdrücklich „in“ Hjørungavåg stattfinden lassen und Liavåg viel zu eng ist, dass sich 60 Schiffe nebeneinander hätten aufstellen können, weshalb er die Schlacht auf seiner Skizze vor dem Hjørungavåg (bei ihm noch Liavåg) stattfinden lässt.
Andere Forscher haben Haugsfjorden (Bernt Stokkenes 1993), Ulsteinfjorden (Olaf Welde 1958), Aspevågen (Einar Klokkersund 1982), Vegsundet (Ole Barman 1930 und Olav Nørve 1939), Ørskogvika (Einar Landmark 2009), Hjørundfjorden (Anders Hustadnes 1982), Norangsfjorden (John Strandabø 2007) und Ørstafjorden (Martin Furseth 1992) vorgeschlagen. Keiner dieser Vorschläge hat sich durchgesetzt.

### Der Ablauf

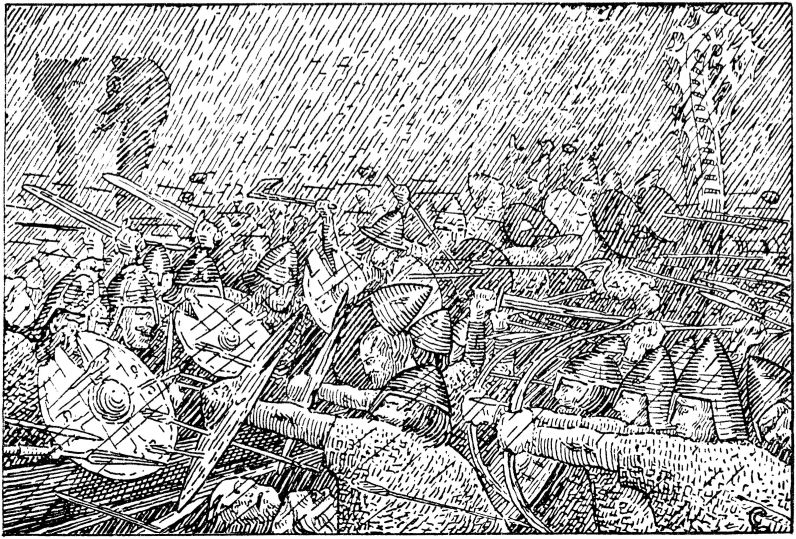
Das Unwetter während der Schlacht

Die norwegische Flotte sammelte sich nach Snorri mit 180 Schiffen bei Hallkjellsvik im Voldafjord, südöstlich der Insel Hareidlandet. Als die Nachricht kam, dass die dänische Flotte nordwärts segele, rückte die norwegische Flotte nach Hjørungavåg vor und erwartete dort den Gegner. Nun überlagert die Heldendichtung die Ereignisse so stark, dass sich nichts geschichtlich festmachen lässt. Nach der Tradition aus der Zeit um 1200 gewannen die Jómswikinger in der ersten Phase der Schlacht die Oberhand. Die Wende kam erst mit dem nun einsetzenden Unwetter. Nach Þorkell Gíslason und Fagrskinna sollen die Hagelkörner ein Öre (= 27 g) gewogen haben. Þorkell, Bjarni, der Mönch Oddr und Saxo sind sich darin einig, dass das Unwetter durch Zauberei, zumindest durch die Hilfe heidnischer Götter ausgelöst worden sei. Bjarni und der Mönch Oddr kennen dazu Näheres: Es ist von einem magischen Opfer Håkon Jarls die Rede, nämlich dass er seinen siebenjährigen Sohn der Ahnfrau des Jarlsgeschlechtes Þorgerð opferte, so dass diese mit einer Schar Walküren ein großes Unwetter mit Schneesturm über den Kampfplatz hervorrief, dem die Feinde nicht gewachsen waren. Saxo lässt ihn zwei Söhne opfern, um ihn dann moralisch umso schärfer verurteilen zu können. Gro Steinsland bemerkt dazu, dass Menschenopfer zu dieser Zeit nicht üblich waren und daher der Bericht eine literarische Überhöhung der Opferbereitschaft des Jarls darstelle. Sicher ist aber offenbar, dass Håkon Jarl am Ende die Schlacht gewann. Der Verfasser der Fagrskinna glaubt offenbar nicht an die Zauberei und das Eingreifen heidnischer Götter, sondern lässt es beim Unwetter bewenden. Auch Snorri ist skeptisch: „Das ist das, was das Volk sagt.“ Man kann sogar das Hagelwetter selbst in Zweifel ziehen. Denn der zeitgenössische Dichter Tindr Hallkelsson verwendet die übliche Formulierung für den Schauer von Pfeilen, der dicht über dem Feind niederging, „Kampfsturm“ und „Odins Unwetter“. Knut Helle hält es für möglich, dass spätere Erzähler der mündlichen Überlieferung diese Formulierung zum wirklichen Hagel überhöht haben.
Bjarni, der Mönch Oddr und Fagrskinna stimmen darin überein, dass, als das Schlachtenglück sich gegen die Jómswikinger wendete, Sigvald mit einem Teil der Flotte abseits fuhr. Oddr schreibt sogar, dass Sigvald mit der Hälfte der Flotte, 30 Schiffe davongesegelt sei, während Búi weitergekämpft habe, aber dann mit seinen Mannen und Goldkisten über Bord gesprungen sei. Die Schilderung variiert in den Quellen. Þórkell, Bjarni, Oddr und Fagrskinna berichten übereinstimmend, dass Búi in der Schlacht umkam. Aber es ist sehr wahrscheinlich, dass die Goldkisten in der isländischen Überlieferung hinzugedichtet worden sind. Nach Oddr soll die Schlacht drei Tage gedauert haben. Am Ende habe nur Vagn Åkesson den Kampf weitergeführt. Nach Þórkell säuberte Erik Håkonsson dessen Schiff, während jener bei Bjarni mit 30 Mann Widerstand leistete und dann mit diesen an Land ging. Nach Fagrskinna wurde Vagn mit seinen 30 Mann gefangen genommen, als Jarl Håkon seinem Sohn Erik zu Hilfe gekommen sei. Wahrscheinlich ist aber die ganze Episode hinzuerfunden, da die älteste Überlieferung von einem dritten Heerführer Vagn nichts weiß. Die nachfolgenden Szenen mit der Hinrichtung eines Teils der Gefangenen und der Begnadigung der übrigen aus Respekt vor ihrer Tapferkeit wird von Knut Helle als hinzugefügte isländische Heldendichtung gewertet.
Die See in der Gegend von der Insel Hareidlandet liegt in einem Schlechtwettergebiet, was für eine angreifende Flotte sehr ungünstig ist. Ein Überraschungsangriff nördlich der Halbinsel Stadlandet ist kaum möglich.
Das Ergebnis der Schlacht war, dass die dänische Oberhoheit über Norwegen für längere Zeit abgeschüttelt wurde.

## Rezeption

### Literarische Verarbeitung
Schon früh war die Schlacht bei Hjørungavåg Gegenstand skandinavischer Dichtung.
- Island: Im 16. Jahrhundert dichtete Bergsteinn blindi Þorvaldsson ein Gedicht über die Jómsvikinger, das aber verloren ist.[42] Im 17. Jahrhundert dichtete der Pfarrer Jón Jónsson von Staðarhraun (1590–1610) die Rímur af Jómsvíkingum (AM 607 4to). Es handelt sich um neun Gedichte, deren Stoff aus der Jómsvikinga saga AM 510 stammt. Als Nächstes dichtete Sigurður Eiríksson Breiðfjörð (1789–1846) die Rímur af Jómsvíkinga sögu.[43]
- Färöer: Das Gedicht Vagnur Akason (CCF 214) existiert in drei bekannten sehr ähnlichen Versionen, die 1830 niedergeschrieben wurden. Jomsvikinga visa (Corpus Carminum Færøensis Nr. 20 = CCF 20) gibt es in zwei Versionen. Version A mit 38 Vierzeilern, Version B mit 36 Vierzeilern. Sie wurden 1847 niedergeschrieben. Die Verfasser sind nicht bekannt. Bei den  Jomsvikinga visa rechnet man mit einer mündlichen Überlieferung aus dem Spätmittelalter. Dagegen lassen einige Lehnwörter aus dem Dänischen bei Vagnur Akason den Schluss auf eine späte Abfassung zu. Man vermutet Jens Christian Djurhuus oder seinen Sohn als Verfasser. Jedenfalls hat er auch die Færeyinga saga verwendet. Denn es nimmt ein Sigmundr Brestisson an der Schlacht bei Hjørungavåg teil, der nur in der Færeyinga saga genannt wird, nicht aber in der übrigen Tradition der Schlacht.[44]
- Dänemark: Der Skandinavismus und die Nationalromantik regten im 19. Jahrhundert die Hinwendung zu den alten Heldensagen an. 1802 schrieb Adam Oehlenschläger sein romantisches Gedicht Håkon jarls død, in welches er zwar nicht die Schlacht selbst, aber die Opferung des Sohnes durch den Jarl aufnahm. Es war ein Entwurf zu seiner Tragödie Hakon Jarl hiin Rige von 1807. Sie setzt nach dem Sieg von Hjørungsvåg ein und schildert seinen Untergang. Die Tragödie wurde von Johann Peter Emilius Hartmann zu einer Oper vertont. 1945 schrieb Josef Petersen den historischen Roman Jomsvikingen Hake Havborsøn, in dem auch die Schlacht bei Hjørungavåg beschrieben wird.[45]
- Norwegen: Obgleich die Schlacht eine große Bedeutung in der norwegischen Geschichte hatte, ist sie nur wenig literarisch verarbeitet worden. 1879 schrieb der wenig bekannte Dichter Peter Marius Petersen (1845–1917) ein Schauspiel über die Schlacht bei Hjøringavåg. Der Einakter wurde nie aufgeführt. Die norwegische Autorin Wibeke Knagenhjelm (1918–2003) schrieb das Schauspiel Maktkamp ved Hjørungavåg, das 1986 am Nationalmonument für diese Schlacht uraufgeführt wurde. Hier sind zwar Frauen die Hauptpersonen, aber der Stoff der Saga ist weitgehend übernommen.[46]

### Legendenbildung
In den meisten Fassungen der Jómswikinger saga springt am Ende der Schlacht Búi mit zwei Goldkisten über Bord. Die Fassung „Codex Holmianus 7“, die auch „Stockholm perg 7 4:to“ (Sth.7) genannt wird, fügt noch hinzu, dass das im Volk die Meinung herrsche, dass sich Búi in ein Seeungeheuer verwandelt habe, das wie ein riesiger Wurm auf den Goldkisten liege. Der isländische Bischof Guðmundur Arason (1161–1237), der wegen eines tiefen Konflikts mit isländischen Häuptlingen das Land verlassen musste, kam einer Legende nach, die nach seinem Tode entstanden ist, mit einem Schiff auf einer Fahrt von Trondheim nach Bergen auch nach Hjørungavåg und wollten dort den Hafen anlaufen. Dort versperrte ihm der Wurm den Weg. Er schüttete Weihwasser auf den Wurm, und sie fuhren über den Wurm in den Hafen. Am nächsten Morgen fanden sie den Wurm in 12 Stücke zerschnitten und aufs Land geworfen.